# Emil Bulls
Emil Bulls é uma banda alemã de nu metal formada em 1995 na cidade de Munique.
Em 29 de setembro de 2017 a banda lançou pela gravadora AFM Records seu novo álbum, Kill Your Demons.

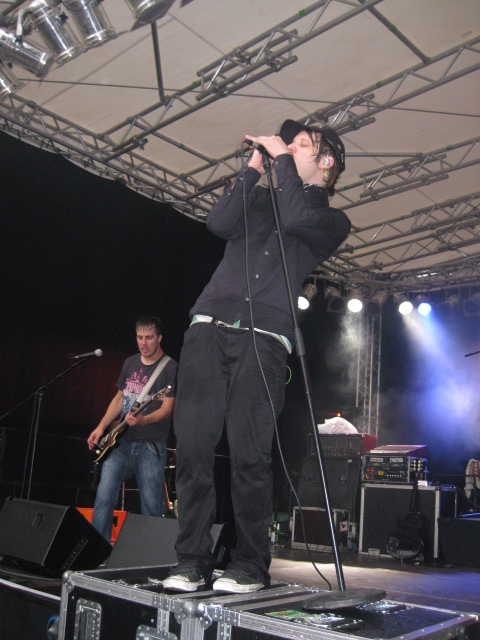

## Integrantes

### Membros
- Christoph von Freydorf - vocal, guitarra
- James Richardson - baixo
- Stephan Karl - guitarra
- Christian Schneider - guitarra (desde 1999)
- Fabian Fuess - bateria (desde 2003)

### Ex-membros
- Stefan Finauer - bateria (1995 - 2003)
- Franz Wickenhãuser - guitarra (1995 - 1999)

## Discografia

### Álbuns
- 1997: Red Dick’s Potatoe Garden
- 2000: Monogamy
- 2001: Angel Delivery Service
- 2003: Porcelain
- 2005: The Southern Comfort
- 2007: The Life Acoustic
- 2008: The Black Path
- 2009: Phoenix
- 2011: Oceanic
- 2014: Sacrifice To Venus
- 2016: XX
- 2017: Kill Your Demons
- 2019: Mixtape

### Singles
Angel Delivery Servic
- 2001: "Smells Like Rock'N Roll"
- 2001: "Leaving You With This"
- 2001: "Take On Me"

Porcelain
- 2003: "The Coolness Of Being Wretched"
- 2003: "This Day"

The Southern Comfort
- 2006: "Newborn"
- 2006: "Revenge"

The Black Path
- 2008: "The Most Evil Spell"

Phoenix
- 2009: "When God Was Sleeping"